# عنجر
عنجر أو حوش موسى هي بلدة لبنانية تقع في محافظة البقاع شرقي لبنان. تمتد البلدة على مساحة 20 كم2 وعدد سكانها 2400 نسمة أغلبيتهم الساحقة من الأرمن. في موسم الصيف يزور البلدة الأرمن من الشتات حيث يزداد عدد سكانها بالثلث تقريباً.
يرجع اسم البلدة الحالي إلى كناية «عين جره» التي أطلق على الأراضي المجاورة لقلعة «جره». وكان الخليفة الأموي الوليد بن عبد الملك قد بنى هذه القلعة في القرن الثامن للميلاد. بالرغم من هجرانها في فترة لاحقة، ما زالت بقايا القلعة تعتبر منظرا رائعاً حتى أعلنتها منظمة يونسكو في 1984 موقع تراث عالمي.
في 1939 جاء إلى المنطقة المجاورة لبقايا القلعة 5000 لاجئ أرمني من تركيا وأقاموا فيها البلدة العصرية. وما زالت أسماء حارات البلدة تشير إلى أسماء القرى التي نزح عنها السكان.

## تاريخها
أقيمت مدينة عنجر الأثرية على مقربة من أحد أهم منابع أو عيون نهر الليطاني في موقع مميز على خارطة الطرقات التي كانت تشق البقاع في الأزمنة القديمة والوسيطة لتشكل عقدة رئيسية تلتقي عندها الطرق التي كانت تصل مناطق سوريا الشمالية بشمال فلسطين وتلك التي كانت تصل الساحل بغوطة دمشق. وقد أسهم في ازدهارها العين تتفجر عند سفوح جبال لبنان الشرقية، وهي العين التي أعطت المدينة اسمها الحالي.
أمر الخليفة الوليد بن عبد الملك (705-715م) بإنشاء مدينة عنجر المحصنة على بعد نحو كيلومتر واحد إلى الجنوب الغربي من نبعها المعروف بـ «عين جرا». ولتنفيذ مشروعه، استعان الخليفة بعدد من المهندسين والحرفيين والصناع البيزنطيين والسوريين العارفين بتقاليد العمارة والزخرف القديمة الموروثة من أيام الرومان والإغريق. وقد استخرج هؤلاء الحجارة اللازمة للمشروع من عدد من المقالع المجاورة، كمقالع بلدة كامد اللوز، كما نقلوا أعداداً من العناصر البنائية الأخرى، كالأعمدة وقواعدها وتيجانها وتعتيباتها، من بقايا الأبنية الرومانية والبيزنطية التي عثروا عليها في الجوار.
وعام 744، دمرها الخليفة مروان الثاني على أثر انتصاره على منازعه إبراهيم بن الوليد في معركة دارت رحاها على مقربة منها. وما لبثت البلدة أن أخذت تتداعى حتى تحولت في القرن الرابع عشر إلى تلال من الأطلال والتراب وسط مساحات شاسعة من المستنقعات.
وظلت على هذه الحال حتى سنة 1943، عندما بدأت المديرية العامة للآثار اللبنانية أعمال استكشافها.
وعلى الرغم من أن الحفريات الأثرية وأعمال الترميم فإن الموقع ما زال يحتفظ ببعض أسراره.

## معرض الصور

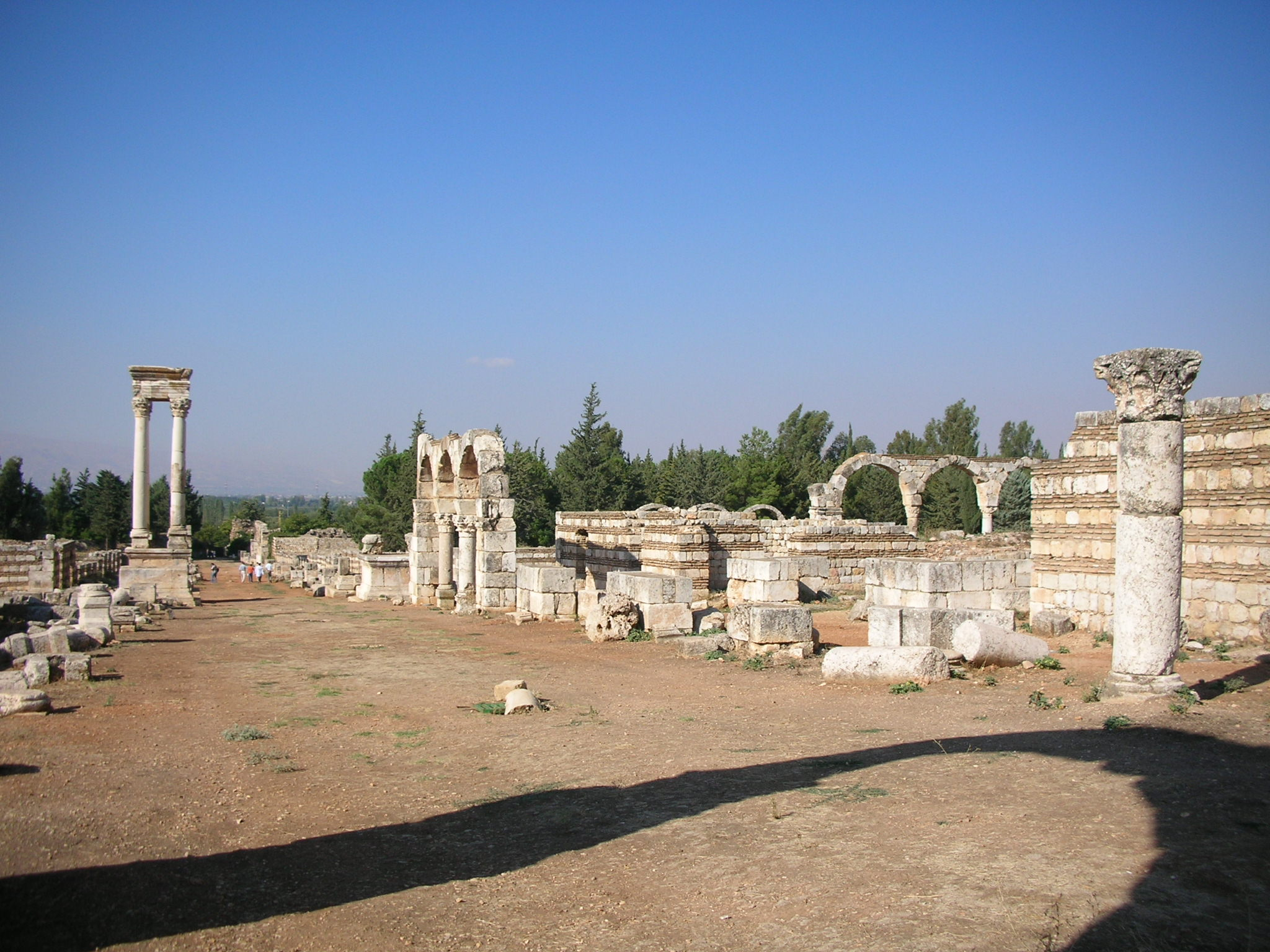
منظر لموقع عنجر
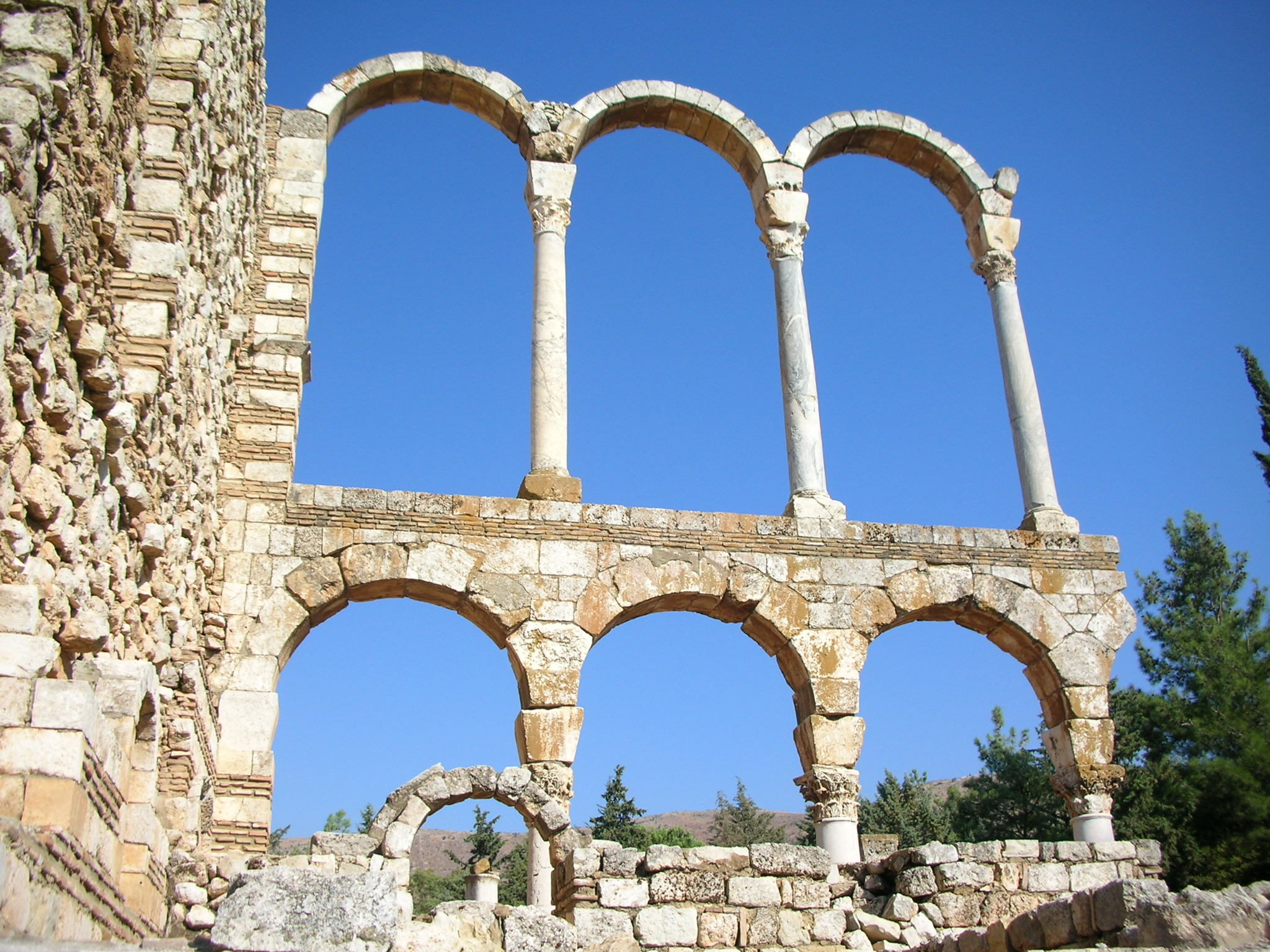
القصر الكبير
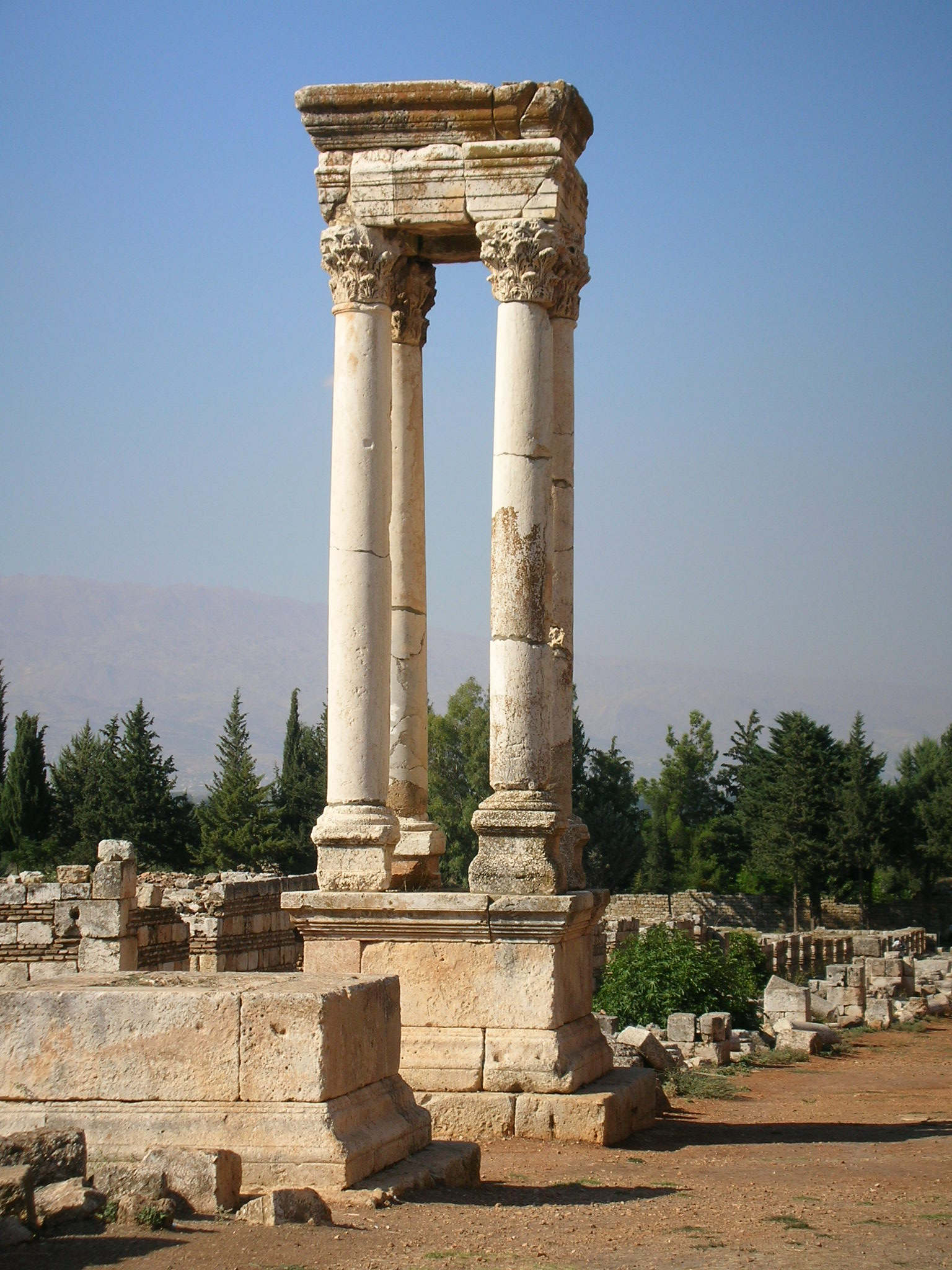
تيترابايلون (البوابات الأربع)
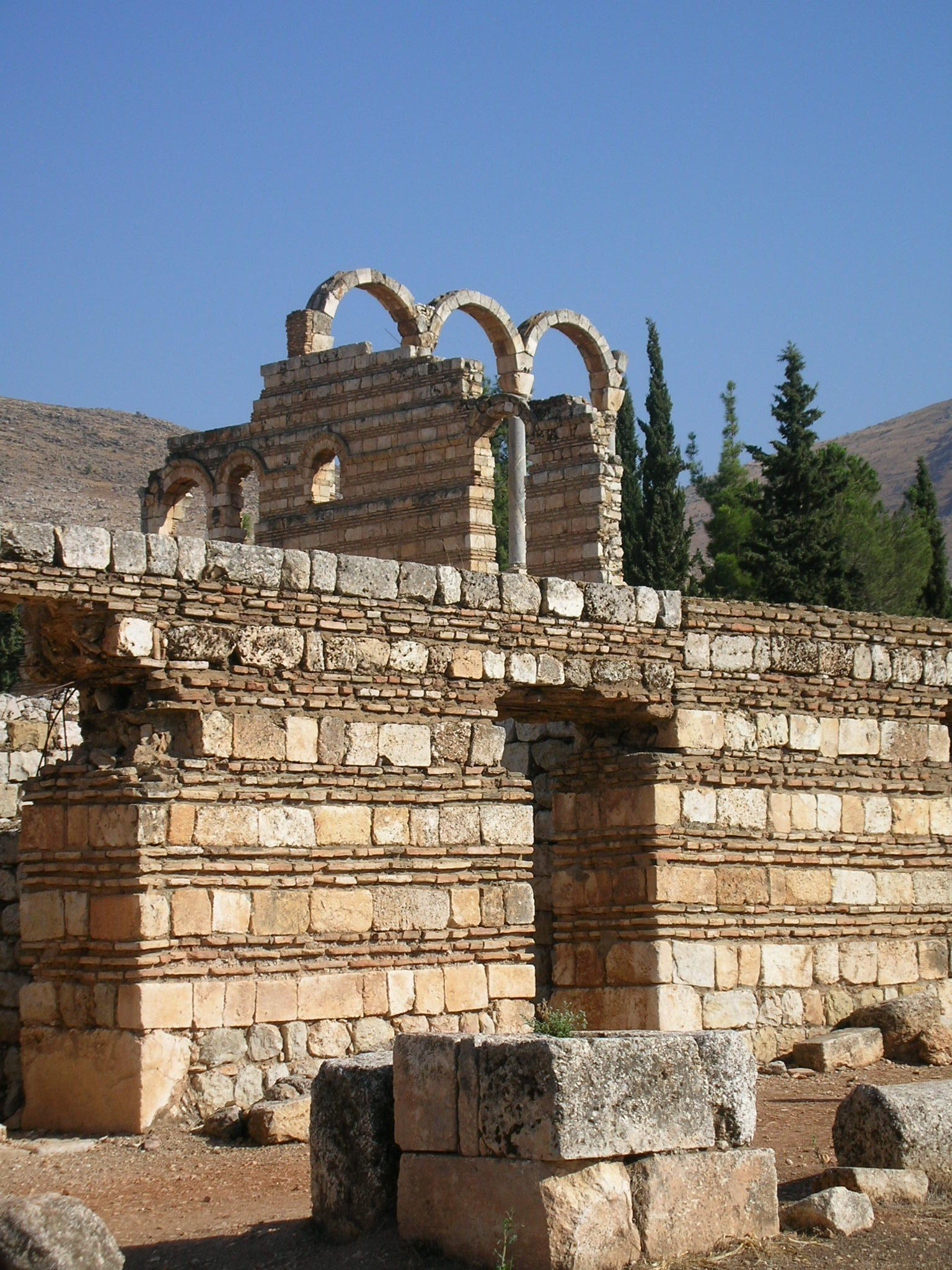
السور الخارجي للقصر الكبير
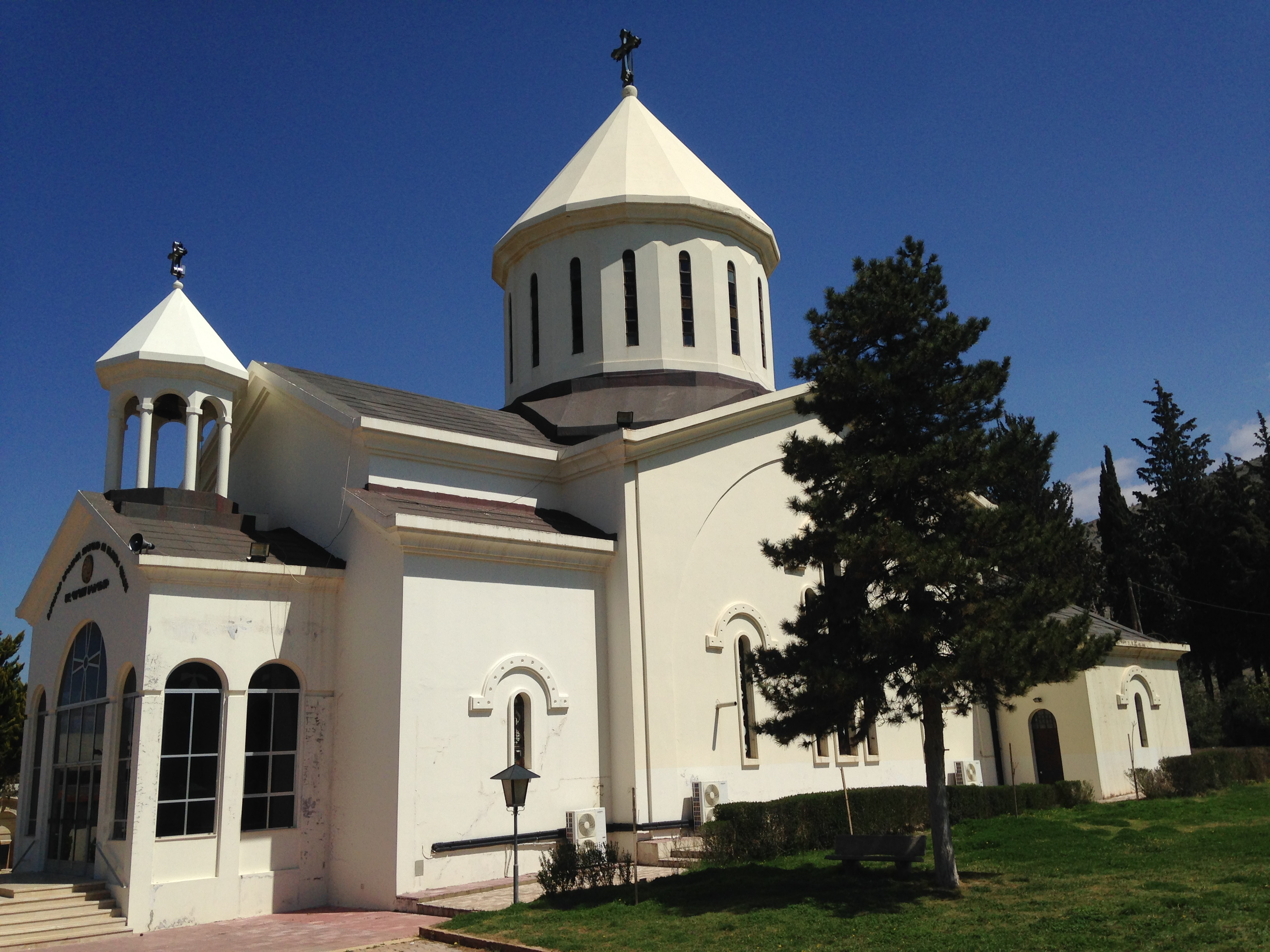
الكنيسة الأرمنية في عنجر
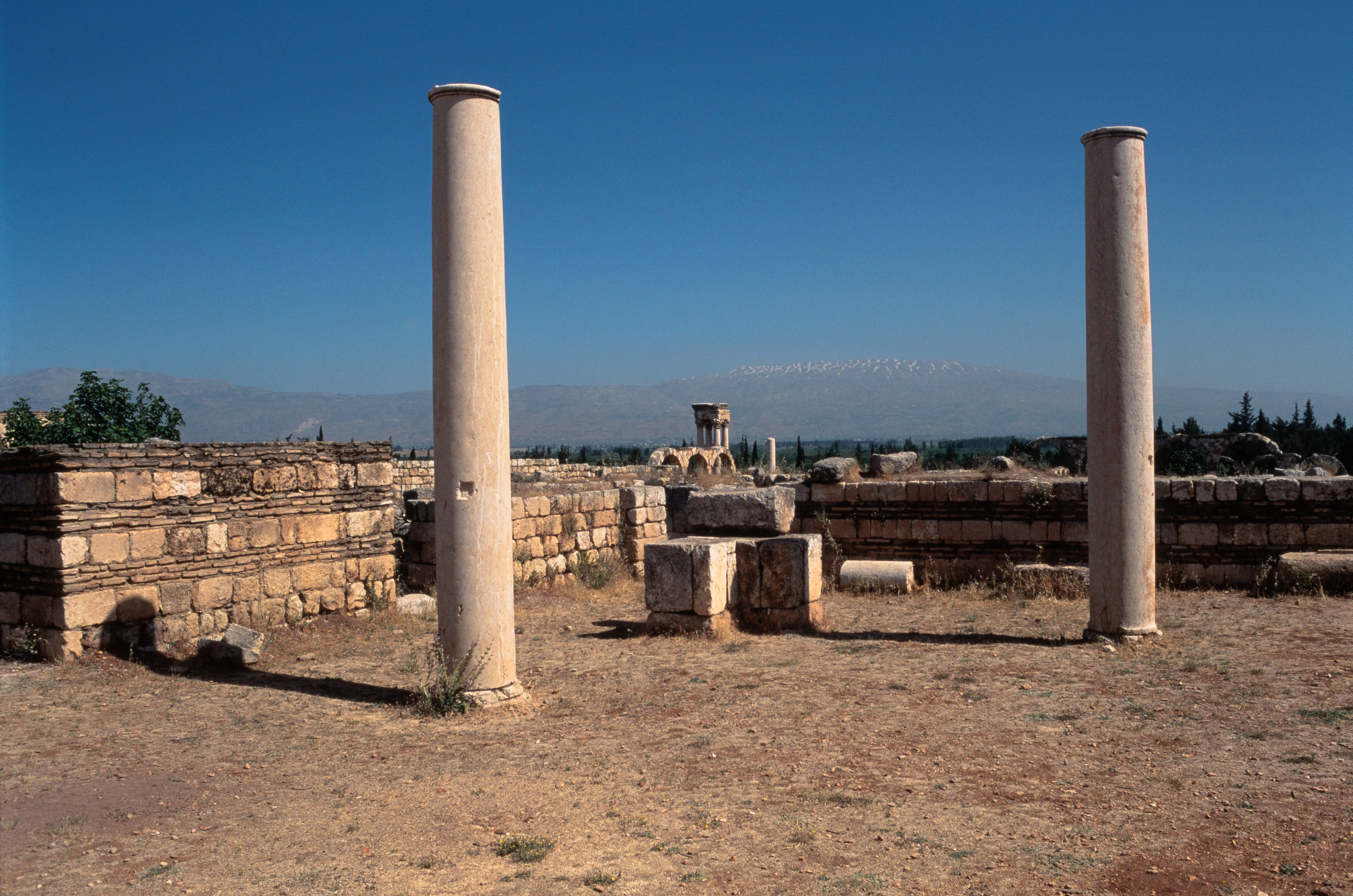
أعمدة عنجر - لبنان
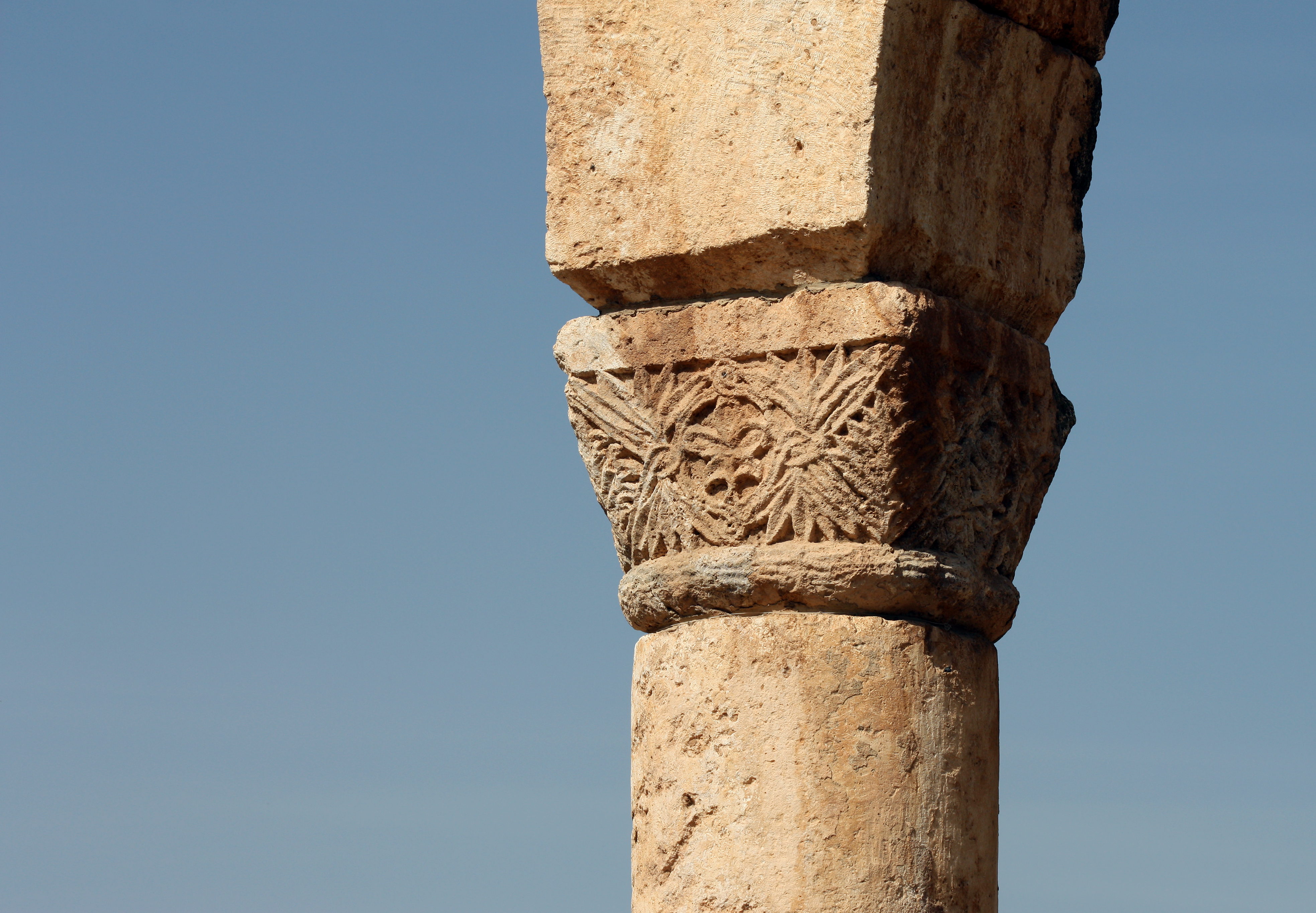
عنجر - سرادق
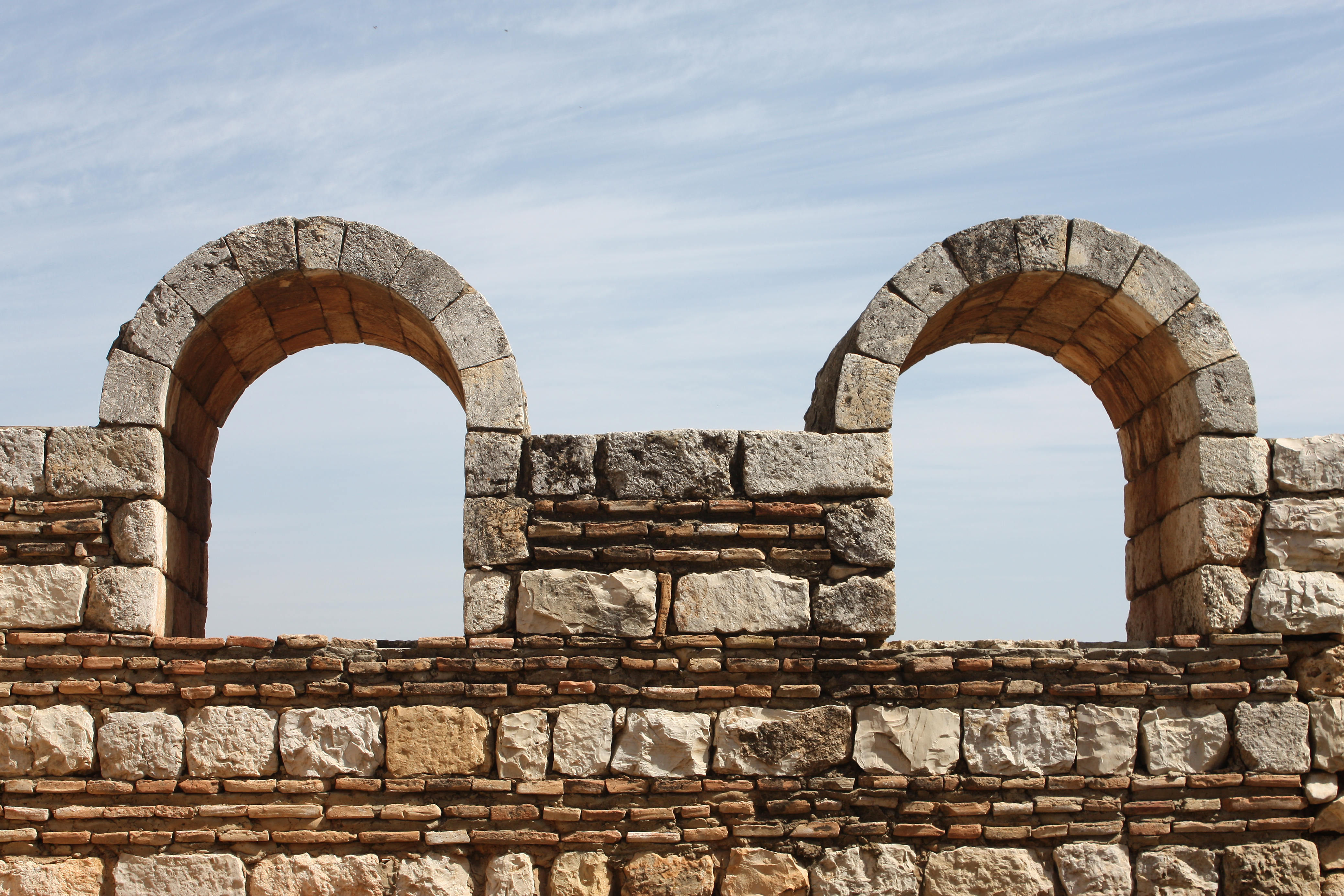
نوافذ عنجر، لبنان